# Monceau-sur-Sambre
Monceau-sur-Sambre är en ort i Belgien.   Den ligger i provinsen Hainaut och regionen Vallonien, i den centrala delen av landet, 50 km söder om huvudstaden Bryssel. Monceau-sur-Sambre ligger 138 meter över havet och antalet invånare är 8 617.
Terrängen runt Monceau-sur-Sambre är platt. Runt Monceau-sur-Sambre är det tätbefolkat, med 947 invånare per kvadratkilometer.. Närmaste större samhälle är Charleroi, 4,8 km öster om Monceau-sur-Sambre. 
Runt Monceau-sur-Sambre är det i huvudsak tätbebyggt.